# Маслов, Николай Фёдорович
Николай Фёдорович Маслов (бел. Мікалай Фёдаравіч Маслаў; 1912—1992) — советский и белорусский хоровой дирижёр, педагог. Заслуженный деятель искусств Белорусской ССР.

## Биография
Николай Фёдорович Маслов родился 12 декабря 1912 года, в селе Маловолчанка Волчно-Бурлинской волости Барнаульского уезда Томской губернии в семье крестьянина. С детства он увлекался музыкой и в 1929 году поступил в Омский музыкальный техникум (ныне Омское музыкальное училище имени В. Я. Шабалина). В 1932 году переводится в Московский музыкальный техникум на отделение хорового дирижирования. В 1935 году, после окончания техникума, был зачислен на 2-й курс отделения хорового дирижирования Московской консерватории в класс профессора Павла Григорьевича Чеснокова. Его педагогами также были известные специалисты — профессора А. Александров, М. Данилин, А. Никольский.
После окончания в 1939 году консерватории работал в Крымской филармонии, а в 1940 году был приглашён в Белоруссию, в Минск, главным хормейстером и дирижёром хора Белорусского радиокомитета. Он расширяет репертуар и в концертных программах коллектива появляются «крупные хоровые произведения русских, советских и зарубежных авторов: хоры А. А. Давиденко „На десятой версте“ и „Бурлаки“, „Сюита на белорусские темы“ А. П. Копосова, „Реквием“ В. Моцарта. В одном из концертов были исполнены революционные песни в обработках белорусских композиторов — Е. Тикоцкого, А. Туренкова, С. Полонского».
С 1944 года — хормейстер Государственного театра оперы и балета Белорусской Советской Социалистической Республики.
В 1947 году был приглашён преподавать хоровое дирижирование в Белорусской консерватории. За более, чем 40 лет работы на кафедре хорового дирижирования Николай Фёдорович Маслов подготовил многих известных хоровых исполнителей и педагогов, как в Белоруссии, так и далеко за её пределами, среди них Лидия Аксёнова, ставшая впоследствии первым профессором хорового дирижирования Молдовы, доктор искусствоведения, профессор Александр Смагин, залуженный деятель искусств Республики Беларусь Лев Лях, заслуженные артисты Республики Беларусь Адам Чопчиц, Яаков Яровой, Константин Поплавский, заслуженный работник культуры Республики Беларусь В. Воротников, руководители хоровых коллективов, доценты Валерий Авраменко, Николай Хвисюк и многие другие. Был заведующим кафедрой хорового дирижирования.
С 1947 по 1987 годы, одновременно с педагогической деятельностью в консерватории, преподавал и руководил детским хоровым коллективом средней специальной музыкальной школы при Белорусской консерватории. Под его руководством хор становится известным в музыкальном мире Республики, активно выступает на Съездах и Пленумах Союза композиторов Белоруссии, в филармонии и консерватории, концертных площадках городов и сёл, школ и вузов, выступления хора записывают на радио и телевидении, для хора начинают специально писать произведения видные белорусские композиторы.
В течение многих лет преподавал и был заведующим кафедрой хорового дирижирования Минского музыкального училища.
С 1977 года Николай Федорович преподавал хоровое дирижирование в Минском института культуры.
В течение всей своей творческой жизни, большое внимание Маслов уделял развитию и популяризации хорового любительского искусства в Белоруссии, оказывал методическую помощи коллективам и организовывал проведение массовых песенных фестивалей в Республике. Кроме того, в разные годы руководил хором Белорусского политехнического института, женским хором Дома офицеров, которые прославились своими профессиональными качествами и глубоким постижением содержания музыкального материала.
В 1972 году, совместно с А. П. Зеленковой, написал широкое исследование истории кафедры хорового дирижирования Белорусской государственной консерватории.
Умер в Минске 5 февраля 1992 года.

## Награды
- В 1955 году присвоено звание «Заслуженный деятель искусств Белорусской ССР».
- В 1961 году награждён медалью «За трудовое отличие».